# Canada ved sommer-OL 2020
Canada deltog under Sommer-OL 2020 i Tokyo, som blev afviklet i perioden 23. juli til 8. august 2021.

## Medaljer
| 2020 Tokyo | Guld | Sølv | Bronze | Total |
| Canada     | 7    | 6    | 11     | 24    |

### Medaljevinderne
| Canada under sommer-OL 2020 i Tokyo | Canada under sommer-OL 2020 i Tokyo | Canada under sommer-OL 2020 i Tokyo | Canada under sommer-OL 2020 i Tokyo      | Canada under sommer-OL 2020 i Tokyo |
| Medalje                             | Navn | Sport                               | Event                                    | Dato                                |
| ----------------------------------- | --- | ----------------------------------- | ---------------------------------------- | ----------------------------------- |
| Guld                                | Maggie Mac Neil | Svømning                            | Kvinders 100 m butterfly                 | 26. juli                            |
| Guld                                | Maude Charron | Vægtløftning                        | Damernes 64 kg                           | 27. juli                            |
| Guld                                | Susanne Grainger Kasia Gruchalla-Wesierski Madison Mailey Sydney Payne Andrea Proske Lisa Roman Christine Roper Avalon Wasteneys Kristen Kit | Roning                              | Otter med styrmand                       | 30. juli                            |
| Guld                                | Andre De Grasse | Atletik                             | Mændenes 200 m                           | 4. august                           |
| Guld                                | Damian Warner | Atletik                             | Tikamp                                   | 5. august                           |
| Guld                                | Canadas kvindelige landshold Janine Beckie, Kadeisha Buchanan, Gabrielle Carle, Jessie Fleming, Vanessa Gilles, Julia Grosso, Jordyn Huitema, Stephanie Labbé, Ashley Lawrence, Adriana Leon, Erin McLeod, Nichelle Prince, Quinn, Jayde Riviere, Deanne Rose, Sophie Schmidt, Desiree Scott, Kailen Sheridan, Christine Sinclair, Évelyne Viens, Shelina Zadorsky | Fodbold                             | Kvindernes turnering                     | 6. august                           |
| Guld                                | Kelsey Mitchell | Cykling                             | Damernes sprint                          | 8. august                           |
| Sølv                                | Kayla Sanchez Maggie Mac Neil Taylor Ruck Rebecca Smith Penny Oleksiak | Svømning                            | Women's 4 × 100 m freestyle relay        | 25. juli                            |
| Sølv                                | Jennifer Abel Melissa Citrini-Beaulieu | Udspring                            | Women's synchronized 3 metre springboard | 25. juli                            |
| Sølv                                | Kylie Masse | Svømning                            | Kvindernes 100 m ryg                     | 27. juli                            |
| Sølv                                | Kylie Masse | Svømning                            | Kvindernes 200 m ryg                     | 31. juli                            |
| Sølv                                | Laurence Vincent Lapointe | Kano og kajak                       | Women's C-1 200 metres                   | 4. august                           |
| Sølv                                | Mohammed Ahmed | Atletik                             | Men's 5,000 m                            | 6. august                           |
| Bronze                              | Jessica Klimkait | Judo                                | Women's 57 kg                            | 26. juli                            |
| Bronze                              | Canadas nationale softballhold Jenna Caira, Emma Entzminger, Larissa Franklin, Jennifer Gilbert, Sara Groenewegen, Kelsey Harshman, Victoria Hayward, Danielle Lawrie, Janet Leung, Joey Lye, Erika Polidori, Kaleigh Rafter, Lauren Regula, Jennifer Salling, Natalie Wideman                                                                                     | Softball                            | Women's tournament                       | 27. juli                            |
| Bronze                              | Catherine Beauchemin-Pinard | Judo                                | Women's 63 kg                            | 27. juli                            |
| Bronze                              | Penny Oleksiak | Svømning                            | Women's 200 m freestyle                  | 28. juli                            |
| Bronze                              | Caileigh Filmer Hillary Janssens | Roning                              | Women's coxless pair                     | 29. juli                            |
| Bronze                              | Kayla Sanchez Maggie Mac Neil Kylie Masse Sydney Pickrem Taylor Ruck Penny Oleksiak | Svømning                            | Women's 4 × 100 m medley relay           | 1. august                           |
| Bronze                              | Andre De Grasse | Atletik                             | Men's 100 m                              | 1. august                           |
| Bronze                              | Lauriane Genest | Cykling                             | Women's Keirin                           | 5. august                           |
| Bronze                              | Evan Dunfee | Atletik                             | Men's 50 kilometres walk                 | 6. august                           |
| Bronze                              | Jerome Blake Aaron Brown Andre De Grasse Brendon Rodney | Atletik                             | Men's 4 × 100 m relay                    | 6. august                           |
| Bronze                              | Katie Vincent Laurence Vincent Lapointe | Kano og kajak                       | Women's C-2 500 metres                   | august 7                            |